# Frederik Willem Edzard Groeninx van Zoelen
Jhr. Frederik Willem Edzard Groeninx van Zoelen (Mexico-Stad, 21 april 1924 - Ridderkerk, 1 januari 2010) was de 23ste ambachtsheer van de Hollandse heerlijkheid Ridderkerk. Hij was militair tijdens de Tweede Wereldoorlog en hij was de enige Nederlandse drager van de Britse onderscheiding Military Cross. Hij werd door zijn vrienden Pico genoemd.
Pico's vader werkte in Mexico voor Aguila Oil Company, een dochteronderneming van Shell. Zijn ouders keerden in 1926 terug naar Europa. Ze woonden eerst zes jaar in St Jean-de-Luz, Frankrijk, daarna keerden ze terug naar Nederland. Pico werd naar Engeland gestuurd, waar hij naar de Summer Fields Preparatory bij Oxford ging en vervolgens naar de bekende public school Stowe School.

## De oorlogsjaren
Groeninx, lid van de familie Groeninx van Zoelen, ging op 3 mei 1940 met een KLM-vlucht naar Londen om te studeren aan de London School of Economics. Daar kwam niets van terecht, want de oorlog brak enkele dagen later uit. In 1942 sloot hij zich samen met o.a. Guup Krayenhoff aan bij de Prinses Irene Brigade. Groeninx kwam bij de Royal Horse Guards, Krayenhoff ging naar de RAF.
Op 14 juli 1944 maakte hij de landing op Omaha Beach mee. Op 31 augustus 1944 was hij met zijn manschappen op weg naar Brussel. Onderweg veroverden zij een brug over de Somme, waarvoor hij later het Military Cross zou krijgen. Bij Valkenburg kwam hij Nederland binnen. Tijdens de Operatie Market Garden raakte hij gewond door een bermbom, maar herstelde snel. In 1946 werd hij gedemobiliseerd.

## Na de oorlog
In 1702 was Catharina van Zoelen in het huwelijk getreden met Cornelis Groeninx en zo ontstond het geslacht Groeninx van Zoelen. Al ruim drie eeuwen is deze familie eigenaar van een landgoed in Ridderkerk waar sinds 1746 het Huys ten Donck staat. Pico Groeninx was een rechtstreekse afstammeling van Cornelis en Catharina en erfde dit huis, dat hij in de zeventiger jaren liet restaureren. In die periode trouwde hij met Marie-Liliane Waller († 8 februari 2011), die al drie zonen had. In 1974 werd hun dochter Catharina geboren.
Groeninx' vader had reeds een sluimerende stichting voor de Donck opgericht, maar in 1978 richtte hij de huidige stichting op. Doel was het huis en het landgoed te beheren en inkomsten te genereren om dit te kunnen doen. Het Huys ten Donck werd als locatie voor evenementen aangeboden en hiervan maakten veel bedrijven uit de regio Rotterdam gebruik.
Groeninx was oprichter en lid van de Heren XVII, een gezelschap dat geld verzamelde voor de restauratie van het Schielandshuis in Rotterdam. Hij was tevens bestuurslid van de Stichting tot behoud van Particuliere Historische Buitenplaatsen (PHB).

## Onderscheidingen
- Drager van het Engelse Military Cross
- Commandeur in de Spaanse Orde van Isabela la Católica